# Ursidae

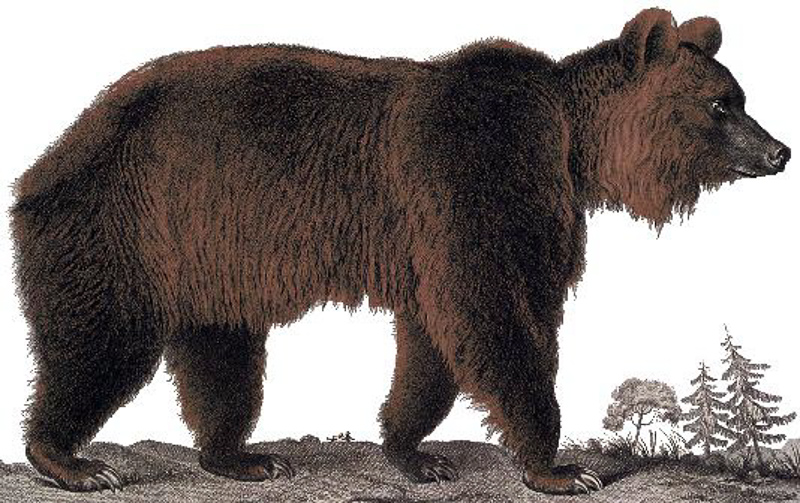
Dibujo de 1808 guardado en la biblioteca del Museo Nacional de Historia Natural de París.

Los osos o úrsidos (Ursidae) son una familia de mamíferos omnívoros. Son animales de gran tamaño, generalmente omnívoros, ya que, a pesar de su temible dentadura, comen frutos, raíces e insectos, además de carne. Con sus pesados cuerpos y sus poderosas mandíbulas, los osos se encuentran entre los mayores carnívoros que viven en la Tierra. 
Mientras que el oso polar es principalmente carnívoro, debido a la escasez de otras fuentes de alimento, y se alimenta casi únicamente de carne (focas), el panda gigante se alimenta casi por completo de bambú. Las seis especies restantes son omnívoras con dietas variadas. Con excepción de los individuos que cortejan y las madres con crías, los osos suelen ser animales solitarios. Pueden ser diurnos o nocturnos y tienen un excelente olfato. A pesar de su complexión pesada y su forma de andar torpe, son corredores, escaladores y nadadores expertos. Los osos utilizan refugios, como cuevas y troncos, como guaridas; la mayoría de las especies ocupan sus guaridas en invierno durante un largo período de hibernación, de hasta cien días.
Aunque solo existen ocho especies de osos, están muy extendidos y aparecen en una amplia variedad de hábitats en todo el hemisferio norte y parcialmente en el hemisferio sur. Los osos se encuentran en los continentes de América del Norte, América del Sur, Europa y Asia. Las características comunes de los osos modernos son cuerpos grandes con patas robustas, hocicos largos, orejas pequeñas y redondeadas, pelo desgreñado, patas con cinco garras no retráctiles y colas cortas. Aunque los osos son considerados plantígrados, solo las patas posteriores son plantígradas; las anteriores son digitígradas. Un macho de oso polar pesa en promedio 500 kg y alcanza una talla de hasta 130 cm a la altura de la cruz. Se mueven con un caminar pesado, apoyando toda la planta de los pies (son, por lo tanto, animales plantígrados). 
Los osos han sido cazados desde tiempos prehistóricos por su carne y su piel; se han utilizado para ser hostigados y otras formas de entretenimiento, como hacerles bailar. Con su poderosa presencia física, juegan un papel destacado en las artes, la mitología y otros aspectos culturales de varias sociedades humanas. En los tiempos modernos, los osos se han visto presionados por la invasión de sus hábitats y el comercio ilegal de partes de osos, incluido el mercado asiático de osos biliares. La UICN enumera seis especies de osos como vulnerables o en peligro de extinción, e incluso las especies menos preocupantes, como el oso pardo, están en riesgo de extinción en ciertos países. La caza furtiva y el comercio internacional de estas poblaciones más amenazadas están prohibidos, pero aún persisten.

## Etimología
La palabra española oso proviene del latín ursus, que a su vez proviene del protoindoeuropeo *h₂ŕ̥tḱos "oso". De este vocablo indoeuropeo proviene también el griego ἄρκτος (árktos), de donde derivan como cultismos los términos ártico y antártico o los taxones Arctoidea y Helarctos.

## Características
Los osos se caracterizan por su cabeza de gran tamaño, orejas pequeñas, redondeadas y erectas, ojos pequeños, un cuerpo pesado, robusto y una cola corta. Las patas son cortas y poderosas, con cinco dedos provistos de uñas fuertes y recurvadas garras. Son plantígrados (como los humanos, apoyan toda la planta del pie al caminar) y pueden desplazarse cortas distancias erguidos sobre las patas traseras. Cuando lo necesitan, pueden ser sorprendentemente ágiles y cuidadosos en sus movimientos. Poseen una gran fuerza física: se sabe que un oso negro de apenas 54 kg puede voltear una roca de entre 140 y 147 kg con una pata delantera fácilmente. Su sentido del oído y la vista no son buenos, pero poseen un olfato excelente. La hibernación, esto es la capacidad de permanecer semidormidos durante la época del año en la que el clima es desfavorable, es un fenómeno común, al menos entre las especies de Ursus.
Los osos actuales miden entre 1 y 2,8 m de longitud total y tienen una masa de entre 27 y 780 kg (existen registros de machos de oso polar de alrededor de una tonelada). El macho suele ser un 20 % más grande que la hembra. El pelaje es largo y espeso, y generalmente de un solo color, a menudo marrón, negro o blanco. Como excepciones, el oso de anteojos tiene un par de círculos de pelo blanco rodeando los ojos, y el oso panda tiene un patrón de coloración blanco y negro bien definido.
En cuanto a la dentición, los incisivos no se encuentran especializados, los caninos son elongados, los primeros tres premolares se encuentran reducidos o ausentes y los molares poseen una corona ancha y baja especialmente apta para una alimentación omnívora. Justamente, los úrsidos actuales son omnívoros: se alimentan de pequeños vertebrados, invertebrados, huevos, frutos y otros vegetales. Sin embargo, hay dos especies con alimentación muy especializada: Melursus ursinus (oso perezoso de la India), que consume casi exclusivamente hormigas y termitas, y Ursus maritimus (oso polar), la única especie estrictamente carnívora, que se alimenta básicamente de focas y morsas. Los osos sienten predilección por comer miel, por lo que es muy frecuente verlos asaltando panales de abejas.
Los úrsidos se distribuyen por Eurasia y América del Norte, en las montañas Atlas del norte de África y en los Andes de América del Sur (oso de anteojos solamente), ocupando un rango de hábitats que abarca desde los hielos árticos hasta las selvas tropicales. Incluyen tres géneros actuales y ocho especies que según Hall (1981) pueden ubicarse en tres subfamilias actuales: la de los Tremarctinae, con el género Tremarctos (oso de anteojos); la de los Ursinae, con Ursus (oso negro, gris, polar, malayo, perezoso, pardo, etc.) y la de los Ailuropodinae, con Ailuropoda (oso panda).
La familia Ursidae (con excepción de los extintos Agriotheriinae, cuyo registro es muy fragmentario y más antiguo que el de las otras subfamilias) se registra desde el Mioceno medio hasta la actualidad en Europa, desde el Mioceno tardío hasta la actualidad en América del Norte, desde el Plioceno medio hasta la actualidad en Asia, desde el Pleistoceno temprano hasta la actualidad en América del Sur, solo en el Plioceno en el sur de África, y en la actualidad en el norte de África.
Los Ursidae son menos diversos (en cuanto a número de especies) en el presente que en el pasado. Esto es especialmente cierto para los tremarctinos, ya que diez especies vivieron entre el Mioceno tardío y el Pleistoceno tardío en América, y en la actualidad solo una, el oso de anteojos.
Actualmente más de 250 investigadores de todo el mundo llevan a cabo estudios sobre la dieta, uso del hábitat, distribución geográfica, genética, interacción con el hombre, etc. de los osos. El objetivo final de la mayoría de los estudios es la conservación y el manejo de las poblaciones.

## Distribución y hábitat
Los osos existentes se encuentran en sesenta países principalmente en el hemisferio norte y se concentran en Asia, América del Norte y Europa. Una excepción es el oso de anteojos; originaria de América del Sur, habita la región andina. El rango del oso malayo se extiende por debajo del ecuador en el sudeste asiático. El oso del Atlas, una subespecie del oso pardo, se distribuyó en el norte de África desde Marruecos hasta Libia, pero se extinguió alrededor de la década de 1870.
La especie más extendida es el oso pardo, que se encuentra desde Europa occidental hacia el este a través de Asia hasta las áreas occidentales de América del Norte. El oso negro americano está restringido a América del Norte y el oso polar está restringido al Mar Ártico. Todas las especies restantes de osos son asiáticas. Viven en una variedad de hábitats como bosques tropicales de tierras bajas, bosques de coníferas y de hoja ancha, praderas, estepas, pastizales montanos, laderas de pedregal alpino, tundra ártica y, en el caso del oso polar, témpanos de hielo. Los osos pueden cavar sus guaridas en las laderas o usar cuevas, troncos huecos y vegetación densa como refugio.

### En Europa
El oso pardo europeo (Ursus arctos arctos) se extiende desde la península ibérica hasta Rusia.
El oso pardo de los Apeninos (Ursus arctos marsicanus) es una subespecie del oso pardo (Ursus arctos) endémico de Italia, donde cálculos recientes estiman existe una población entre los 55 y los 85 ejemplares.
El oso pardo cantábrico u oso pardo ibérico (Ursus arctos pyrenaicus) es una población de osos pardos euroasiáticos (Ursus arctos arctos) que viven en la cordillera Cantábrica de España.

### En América
Actualmente viven en el continente americano cuatro especies de osos, y como se dijo previamente, hay registros fósiles que certifican una diversidad mayor en el pasado. Los osos de América se agrupan en las subfamilias Ursinae y Tremarctinae.
El oso de anteojos es la única especie viviente del género Tremarctos, los cuales poseen una distribución exclusivamente americana. Única especie viviente de la subfamilia Tremarctinae y único úrsido autóctono actual de Sudamérica, se distribuye en la cordillera de los Andes, actualmente desde la región andina alta (o "fría") del oeste de Venezuela hasta el norte argentino.
Los Ursinae se encuentran también en otros continentes (Eurasia y África del norte). Todas las subespecies del oso negro americano (Ursus americanos) y la mayor parte de las del oso pardo (Ursus arctos) habitan en América del Norte, pasando desde Canadá hasta México. 

#### Subespecies de Oso pardo en América del Norte
- El oso pardo de Alaska (Ursus arctos alascensis) se encuentra en Alaska.
- El oso grizzly de California (Ursus arctos californicus) es una subespecie extinta.
- El oso pardo de la Isla Dall (Ursus arctos dalli) es una subespecie extinta que se encontraba en Alaska.[15]
- El oso pardo peninsular (Ursus arctos gyas) se encuentra en Alaska.[16]
- El oso grizzly  (Ursus arctos horribilis) es una de las subespecies del oso pardo (Ursus arctos) más grandes del planeta, que suele vivir en las tierras altas del territorio norteamericano.
- El oso Kodiak (Ursus arctos middendorffi) habita en las costas del sur de Alaska e islas adyacentes, como la isla de Kodiak. Es uno de los mayores osos pardos y uno de los carnívoros terrestres más grandes, junto con el oso polar (Ursus maritimus), que lo iguala en tamaño.[17][13]
- El oso grizzly mexicano (Ursus arctos nelsoni) es una subespecie extinta que habitaba los territorios del norte y centro de México, en particular, los pastizales templados y los bosques de pino de montaña. Su gama anterior accesible desde Arizona a Nuevo México y México.
- El oso pardo Sitka (Ursus arctos sitkensis) se encuentra en Alaska.[18]
- El oso pardo Stickeen (Ursus arctos stikeenensis) se encuentra en la Columbia Británica (el Canadá).
- El oso pardo de Ungava (Ursus arctos ungavaesis) es una población extinta que habitó los bosques del norte de Quebec y Labrador hasta principios del siglo XX.[19][20]

### En Asia
El oso tibetano (Ursus thibetanus) se distribuye por los bosques asiáticos del oeste de Afganistán y Pakistán, norte de la India, Nepal, Bután, Birmania, noroeste de China, algunas zonas de Japón y en Taiwán.
El panda gigante (Ailuropoda melanoleuca) es nativo de China central, y habita en regiones montañosas de Sichuan hasta una altura de 3500 m s. n. m.
El oso malayo (Helarctos malayanus) habita los bosques tropicales del sureste asiático en el centro-oeste de Birmania, Indochina, Malaca y Sumatra, y en Borneo encontramos una subespecie endémica.
El oso bezudo u oso labiado (Melursus ursinus) habita praderas y bosques de llanura de la India. Su hábitat se distribuía por Nepal, Bangladés, Sri Lanka y posiblemente Bután.

#### Subespecies de Oso pardo en Asia
- El oso de Kamchatka (Ursus arctos beringianus) es propia de la península rusa de Kamchatka y de algunas islas cercanas.
- El oso pardo de Siberia oriental (Ursus arctos collaris), es una subespecie cuyo hábitat se extiende a lo largo del río Yenisei, el río Lena, las montañas Altái, llegando hasta el norte de Mongolia y los Montes Stanovoi por el sur de su área de distribución.[21]
- El oso del Gobi (Ursus arctos gobiensis) vive en el desierto del Gobi de Mongolia.[22]
- El oso pardo del Himalaya (Ursus arctos isabellinus) está presente en las laderas del Himalaya y Karakorum.[23]
- El oso pardo del Ussuri (Ursus arctos lasiotus) se encuentran en Asia: la Isla de Sajalín, el Óblast de Amur, las Islas Shantar, las islas Iturup y Kunashir (ambas en las Islas Kuriles), el noreste de la China, la Península de Corea y Hokkaido (el Japón).[24][21]
- El oso de Bergman (Ursus arctos piscator) es una supuesta y probablemente extinta subespecie de oso pardo que vivió en la península de Kamchatka. El oso fue identificado y nombrado por el zoólogo sueco Sten Bergman en 1920.[25]
- El oso tibetano (Ursus arctos pruinosus) se encuentra en el Tíbet.
- El oso pardo sirio (Ursus arctos syriacus) es la subespecie más pequeña de oso pardo. Ha sido exterminado de lo que hoy son Israel, Jordania y Palestina, y sobrevive en Turquía, Irak e Irán de forma confirmada. En 2004 por primera vez en décadas, se registraron huellas de oso en la nieve de los montes Anti-Líbano (en Siria), confirmándose el registro en 2011.En Turquía habita en los bosques mediterráneos, caducos y de coníferas, mientras que en Irán se encuentra en dos enclaves: el centro de los Montes Elburz y los Montes Zagros.

### En África
El oso del Atlas (Ursus arctos crowtheri) es una subespecie extinta de oso pardo, que habitaba en la cordillera del Atlas, desde Túnez a Marruecos. Era el único úrsido presente en tiempos recientes en África.

## Comportamiento y ecología
Los osos pardos y negros americanos son generalmente diurnos, lo que significa que están activos en su mayor parte durante el día, aunque pueden alimentarse sustancialmente por la noche. Otras especies pueden ser nocturnas, activas durante la noche, aunque las hembras de osos bezudos con cachorros pueden alimentarse más durante el día para evitar la competencia de conespecíficos y depredadores nocturnos. Los osos son abrumadoramente solitarios y se los considera los más asociales de todos los carnívoros. Las únicas veces que se encuentran osos en grupos son las madres con crías u ocasionales generosidades estacionales de alimentos ricos (como los salmones). Pueden ocurrir peleas entre machos y los más adultos suelen tener cicatrices extensas, lo que sugiere que mantener el dominio puede ser intenso. Con su agudo sentido del olfato, los osos pueden localizar cadáveres a varios kilómetros de distancia. Utilizan el olfato para localizar otros alimentos, encontrar compañeros, evitar rivales y reconocer a sus cachorros.

### Alimentación
La mayoría de los osos son omnívoros oportunistas y consumen más materia vegetal que animal. Comen cualquier cosa, desde hojas, raíces y bayas hasta insectos, carroña, carne fresca y pescado, y tienen sistemas digestivos y dientes adaptados a esa dieta. En los extremos se encuentran el panda gigante casi en su totalidad herbívoro y el oso polar, en su mayoría carnívoros. Sin embargo, todos los osos se alimentan de cualquier fuente de alimento que esté disponible estacionalmente. Por ejemplo, los osos negros asiáticos en Taiwán consumen grandes cantidades de bellotas cuando son más comunes y cambian a ungulados en otras épocas del año.
Cuando buscan plantas, los osos eligen comerlas en la etapa en que son más nutritivas y digeribles, por lo general evitando hierbas, juncos y hojas más viejas. Por lo tanto, en las áreas templadas más septentrionales, el ramoneo y el pastoreo son más comunes a principios de la primavera y luego se vuelven más restringidos. Saber cuándo las plantas están maduras para comer es un comportamiento aprendido. Las bayas se pueden buscar en los arbustos o en las copas de los árboles, y los osos intentan maximizar el número de bayas consumidas en comparación con el follaje. En otoño algunas especies de osos se alimentan de grandes cantidades de frutas fermentadas naturalmente, lo que afecta a su comportamiento. Los osos más pequeños trepan a los árboles para obtener frutos, como bellotas. Estos frutos pueden ser muy importantes para la dieta de estas especies, y la falta de frutos pueden resultar en movimientos de largo alcance por parte de los osos que buscan fuentes alternativas de alimento. Los osos pardos, con sus poderosas habilidades para excavar, comúnmente comen raíces.
La dieta del panda es más del 99% de bambú, de 30 especies diferentes. Sus fuertes mandíbulas están adaptadas para aplastar los duros tallos de estas plantas, aunque prefieren comer las hojas más nutritivas. Las bromelias pueden constituir hasta el 50% de la dieta del oso de anteojos, que también tiene mandíbulas fuertes para abrirlas de un mordisco. El oso perezoso, aunque no tan especializado como los osos polares y el panda, ha perdido varios dientes frontales que suelen verse en los osos y ha desarrollado una lengua larga y succionadora para alimentarse de las hormigas, termitas y otros insectos excavadores que prefieren. En determinadas épocas del año, estos insectos pueden constituir el 90% de su dieta. Algunas especies pueden asaltar los nidos de avispas y abejas en busca de miel e insectos inmaduros, a pesar de las picaduras de los adultos. Los osos malayos usan sus largas lenguas para lamer insectos y miel.
Los peces son una fuente importante de alimento para algunas especies, y los osos pardos en particular se reúnen en grandes cantidades en los recorridos del salmón. Por lo general, un oso se sumerge en el agua y agarra un pez con sus mandíbulas o patas delanteras. Las partes preferidas para comer son el cerebro y los huevos. Los pequeños mamíferos excavadores como los roedores pueden ser desenterrados y comidos.
El oso pardo y ambas especies de osos negros a veces atrapan ungulados grandes, como ciervos y bóvidos, principalmente los jóvenes y débiles. Estos animales pueden ser apresados y emboscados, aunque las crías que se esconden pueden quedar rígidas y abalanzarse sobre ellas. [65] [78] El oso polar se alimenta principalmente de focas, acechándolas desde el hielo o entrando en sus guaridas. Se alimentan principalmente de grasa altamente digestible. Las presas de grandes mamíferos suelen ser asesinadas por un mordisco en la cabeza o el cuello, o (en el caso de las crías) simplemente inmovilizadas y mutiladas. El comportamiento depredador en los osos suele ser enseñado por la madre a las crías.
Los osos son carroñeros prolíficos y cleptoparásitos, robando escondites de comida de roedores y cadáveres de otros depredadores. Para las especies que hibernan, el aumento de peso es importante ya que proporciona alimento durante el letargo invernal. Un oso pardo puede comer 41 kg (90 lb) de comida y ganar de 2 a 3 kg (4 a 7 lb) de grasa un día antes de entrar en su guarida.

### Comunicación
Los osos producen una serie de sonidos vocales y no vocales. Los chasquidos de la lengua, los gruñidos o los bufidos se pueden hacer en situaciones cordiales, como entre madres y cachorros o entre parejas, mientras que cuando están estresadas se hacen gemidos, resoplidos, bufidos o soplos de aire. Los ladridos se producen en momentos de alarma, excitación o para delatar la posición del animal. Los sonidos de advertencia incluyen chasquidos de mandíbulas y chasquidos de labios, mientras que en los encuentros agresivos se hacen chasquidos de dientes, bramidos, gruñidos, rugidos y pulsaciones. Los cachorros pueden chillar, aullar, balar o gritar cuando están angustiados y ronronear con un zumbido como el de un motor cuando se sienten cómodos o cuando están amamantando.
Los osos a veces se comunican con exhibiciones visuales como estar de pie, lo que exagera el tamaño del individuo. Las marcas en el pecho de algunas especies pueden agregarse a esta exhibición intimidante. Mirar fijamente es un acto agresivo y las marcas faciales de los osos de anteojos y los pandas gigantes pueden ayudar a llamar la atención sobre los ojos durante los encuentros agonísticos. Los individuos pueden acercarse entre sí caminando con las piernas rígidas y la cabeza gacha. La dominancia entre osos se afirma haciendo una orientación frontal, mostrando los caninos, la torsión del hocico y el estiramiento del cuello. Un subordinado puede responder con una orientación lateral, girando y bajando la cabeza y sentándose o recostándose.
Los osos pueden marcar el territorio frotándose contra árboles y otros objetos que pueden servir para difundir su olor. Esto suele ir acompañado de arañar y morder el objeto. La corteza puede esparcirse para llamar la atención sobre el poste de señalización. Se sabe que los pandas marcan objetos con orina y una sustancia cerosa de sus glándulas anales. Los osos polares dejan tras de sí su olor en sus huellas, lo que permite a los individuos seguir un rastro unos a otros en la vasta naturaleza ártica.

### Reproducción y desarrollo
El sistema de apareamiento de los osos se ha descrito de diversas formas como una forma de poligamia, promiscuidad y monogamia en serie. Durante la temporada de reproducción, los machos se dan cuenta de las hembras en su vecindad y las hembras se vuelven más tolerantes con los machos. Un oso macho puede visitar a una hembra continuamente durante un período de varios días o semanas, dependiendo de la especie, para probar su estado reproductivo. Durante este período de tiempo, los machos intentan evitar que los rivales interactúen con su pareja. El cortejo puede ser breve, aunque en algunas especies asiáticas, las parejas que cortejan pueden participar en luchas, abrazos, simulacros de peleas y vocalizaciones. La ovulación es inducida por el apareamiento, que puede durar hasta 30 minutos dependiendo de la especie.
La gestación suele durar de 6 a 9 meses, incluida la implantación diferída, y el tamaño de la camada es de hasta cuatro cachorros. Los pandas gigantes pueden dar a luz a gemelos, pero solo pueden amamantar a una cría y la otra se deja morir. En las especies vivas del norte, el nacimiento tiene lugar durante el letargo invernal. Los cachorros nacen ciegos e indefensos con una fina capa de pelo, y dependen del calor de su madre. La leche de la osa es rica en grasas y anticuerpos y los cachorros pueden mamar hasta un año después de nacer. A los 2-3 meses, los cachorros pueden seguir a su madre fuera de la guarida. Por lo general, la siguen a pie, pero los cachorros de oso perezoso pueden montar en la espalda de su madre. Los osos machos no juegan ningún papel en la crianza de las crías. El infanticidio, en el que un macho adulto mata a los cachorros de otro, se ha registrado en osos polares, osos pardos y osos negros estadounidenses, pero no en otras especies. Los machos matan a las crías para llevar a la hembra al ciclo estral. Los cachorros pueden huir y la madre los defiende incluso a costa de su vida.
En algunas especies, la descendencia puede volverse independiente alrededor de la próxima primavera, aunque algunas pueden quedarse hasta que la hembra se aparee con éxito nuevamente. Los osos alcanzan la madurez sexual poco después de dispersarse; alrededor de los 3-6 años dependiendo de la especie. Los osos pardos machos de Alaska y los osos polares pueden seguir creciendo hasta los 11 años. La vida útil también puede variar entre especies. El oso pardo puede vivir un promedio de 25 años.

### Hibernación
Los osos de las regiones del norte, incluidos el oso negro americano y el oso grizzly, hibernan en el invierno. Durante la hibernación, el metabolismo del oso se ralentiza, la temperatura de su cuerpo disminuye ligeramente y su frecuencia cardíaca se reduce de un valor normal de 55 a solo 9 latidos por minuto. Los osos normalmente no se despiertan durante su hibernación y pueden pasar todo el período sin comer, beber, orinar o defecar. Se forma un tapón fecal en el colon y se expulsa cuando el oso se despierta en la primavera. Si han almacenado suficiente grasa corporal, sus músculos permanecen en buenas condiciones y sus requisitos de mantenimiento de proteínas se cumplen mediante el reciclaje de urea residual. Las osas dan a luz durante el período de hibernación y se despiertan al hacerlo.

## Historia evolutiva
Los primeros miembros de la familia Ursidae pertenecían a la extinta subfamilia Amphicynodontinae, incluyendo a Parictis (finales del Eoceno hasta mediados del Mioceno, hace 38-18 millones de años) y el levemente más reciente Allocyon (principios del Oligoceno, hace 34-30 millones de años), ambos de Norteamérica. Estos animales eran muy distintos de los osos actuales, ya que eran pequeños y parecidos a los mapaches en su apariencia general, y con una dieta quizás similar a la de los tejones. Parictis no apareció en Eurasia y África hasta el Mioceno. No está claro en qué momento los úrsidos del Eoceno tardío aparecieron en Eurasia, aunque el intercambio faunístico a través del puente terrestre de Bering puede haber sido posible durante un descenso en el nivel del mar tan temprano como el Eoceno tardío (~37 millones de años) y continuando hasta principios del Oligoceno. Los géneros europeos, morfológicamente muy similares a Allocyon, y también al más reciente género norteamericano Kolponomos (~18 Ma), son conocidos del Oligoceno, incluyendo a Amphicticeps y a Amphicynodon.

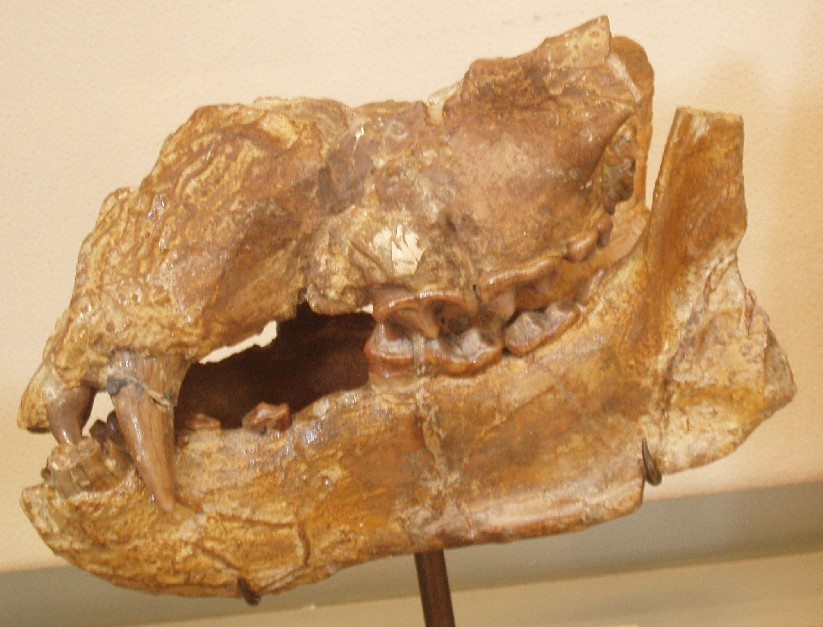
Cráneo de Plithocyon armagnacensis

 El género similar a un cánido Cephalogale, del tamaño de un mapache, es el más antiguo miembro conocido de la subfamilia Hemicyoninae los cuales aparecieron por primera vez a mediados del Oligoceno en Eurasia, hace 30 millones de años. La subfamilia también incluye a los más recientes géneros Phoberocyon (~ 20–15 Ma), y Plithocyon (~ 15–7 Ma).
Una especie similar a Cephalogale debió de dar origen al género Ursavus durante el Oligoceno inferior (30–28 Ma); este género proliferó en muchas especies en Asia y parece ser el ancestro de los osos vivientes. Algunas especies de Ursavus subsecuentemente se adentraron en Norteamérica junto con Amphicynodon y Cephalogale a mediados del Mioceno (21–18 Ma).
Los miembros de los linajes de osos actuales divergieron a partir de Ursavus  hace 20 millones de años, probablemente a través de la especie Ursavus elmensis. Basándose en datos morfológicos y genéticos, la subfamilia Ailuropodinae (pandas) fueron los primeros en diferenciarse de los demás osos actuales hace 19 millones de años, aunque ningún fósil de este grupo tiene más de 5 millones de años.
Los osos de hocico corto del Nuevo Mundo (Tremarctinae) se diferenciaron de Ursinae siguiendo una dispersión en Norteamérica durante el Mioceno medio (~13 Ma). Más tarde invadieron Sudamérica durante el Gran Intercambio Biótico Americano (~1 Ma) tras la formación del istmo de Panamá. Su más antiguo representante es Plionarctos en Norteamérica (~ 10-2 Ma). Este género es probablemente el ancestro directo de los osos de hocico corto norteamericanos (género Arctodus), los osos sudamericanos (Arctotherium), y los osos de anteojos, Tremarctos, representados por la extinta especie norteamericana T. floridanus y el único representante vivo de los Tremarctinae, el oso de anteojos sudamericano (T. ornatus). 

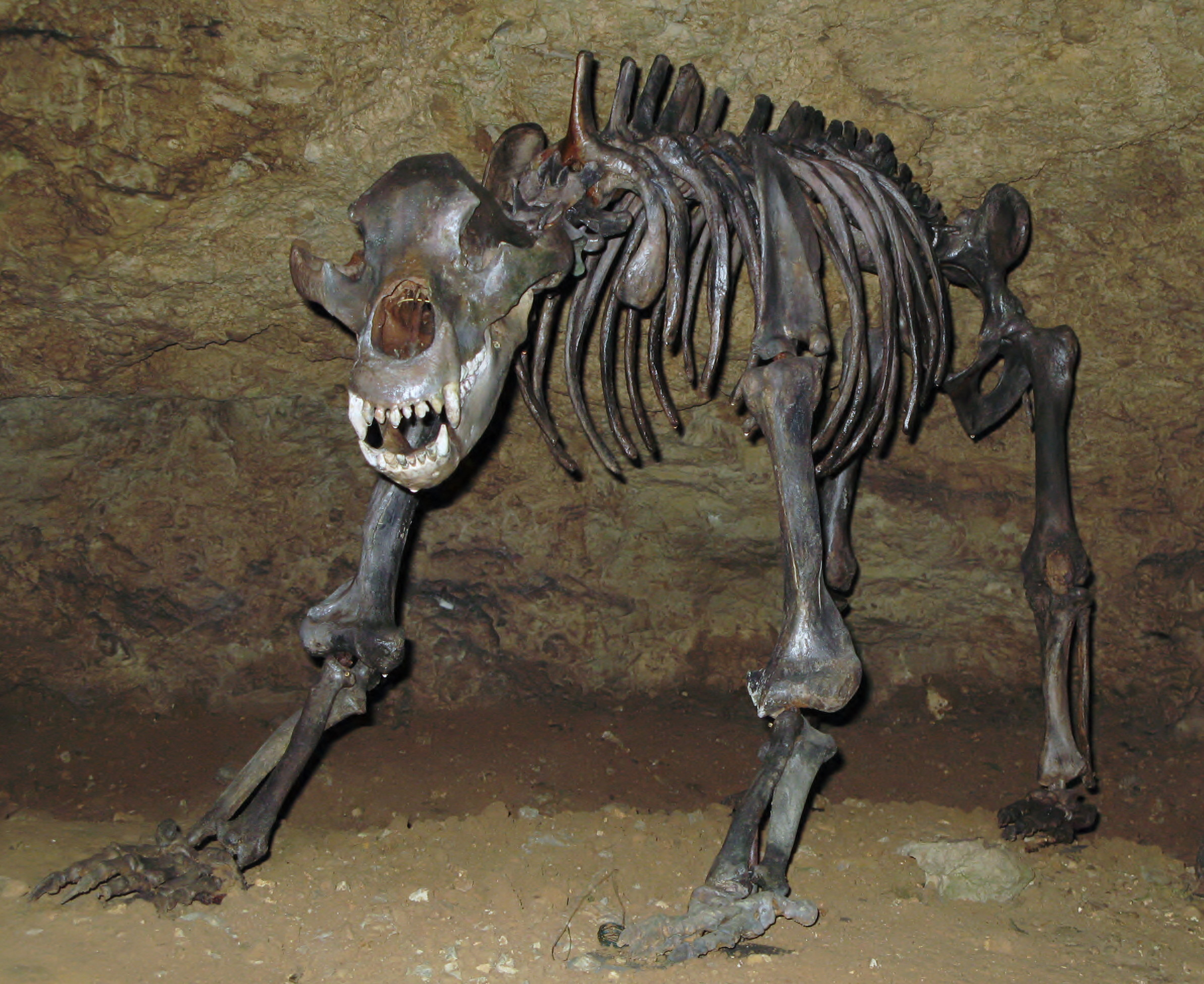
Fósil de un oso cavernario (Ursus spelaeus)

La subfamilia Ursinae experimentó una gran proliferación de taxones hace entre ~5,3-4,5 millones de años coincidiendo con grandes cambios ambientales, mientras que los primeros miembros del género Ursus parecieron por esta época. El oso perezoso es un descendiente moderno de uno de los primeros linajes que divergieron durante esa radiación (~5,3 Ma); este habría adquirido su peculiar morfología relacionada con su dieta de termitas y hormigas a más tardar en el Pleistoceno temprano. Hace unos 3-4 millones de años, la especie Ursus minimus aparece en el registro fósil de Europa, el cual aparte de su tamaño es casi idéntico al actual oso negro asiático. Es probablemente ancestro de los demás osos pertenecientes a Ursinae, dejando de lado al oso perezoso. Dos linajes evolucionaron de U. minimus, los osos negros (incluyendo al oso malayo y el oso negro asiático), y los osos pardos. El oso pardo evolucionó de U. minimus a través de Ursus etruscus, el cual también es ancestro del extinto oso de las cavernas del Pleistoceno y los actuales osos pardos y el oso polar. Las especies de Ursinae han migrado repetidamente a Norteamérica desde Eurasia tan tempranamente como hace 4 millones de años, durante el Plioceno inferior.
El registro fósil de los osos es excepcionalmente bueno. Frecuentemente se pueden establecer bien las relaciones directas entre ancestros y descendientes en especies individuales, con suficientes formas intermedias conocidas como para precisar el límite entre la especie ancestral y la especie descendiente.
Otros géneros de osos extintos incluyen a Agriarctos, Indarctos y Agriotherium (a veces situados entre los hemiciónidos).

## Clasificación taxonómica
La familia Ursidae es una de las nueve familias incluidas en el suborden Caniformia, los carnívoros "similares a perros", dentro del orden Carnivora. Los parientes vivientes más cercanos de los osos son los pinípedos y los musteloideos. Los osos modernos abarcan ocho especies en tres subfamilias: Ailuropodinae (monotípica con el oso panda), Tremarctinae (monotípica con el oso de anteojos), y Ursinae (que contiene seis especies divididas en uno o tres géneros, dependiendo de la autoridad científica). Los géneros Melursus y Helarctos son a veces incluidos en Ursus. El oso negro asiático y el oso polar tuvieron sus propios géneros, Selenarctos y Thalarctos respectivamente, los cuales ahora son usados como subgéneros.

### Diferencias con otras familias
Los siguientes rasgos sinapomórficos (derivados) apartan a los osos de otras familias emparentadas:
- Presencia de un canal alisfenoide.
- El proceso paroccipital es grande y no está fusionado con la bula timpánica.
- La bula timpánica no está alargada.
- El hueso lacrimal es vestigial.
- Los dientes de la parte posterior son bunodontes y por lo tanto indican una dieta amplia, no son carnívoros estrictos (aunque taxones hipercarnívoros, o de estricto consumo de carne son conocidos en el registro fósil).[90]
- Los carnasiales son aplanados.
- Poseen una postprotocrista del segundo molar superior (M2) orientada posteriormente, segundos molares inferiores (m²) alargados, y una reducción de los premolares.

### Clasificación deAiluropoda
La taxonomía de los osos pandas (subfamilia Ailuropodinae) ha sido largamente debatida. Su clasificación original hecha por Armand David en 1869 los incluyó en el género Ursus, pero en 1870 fue reclasificado por Alphonse Milne-Edwards como miembro de la familia de los mapaches. En estudios recientes, la mayoría de los análisis de ADN sugieren que el panda gigante tiene una relación más cercana con los demás osos y debe ser considerado como un miembro de la familia Ursidae. Los estimados de la divergencia del linaje de los pandas indican que sería una de las primeras ramificaciones entre los taxones vivientes de los Ursidae, diferenciándose de los demás osos hace entre 17.9 a 22.1 millones de años.
El panda rojo fue incluido dentro de Ursidae en el pasado. Sin embargo, la investigación más reciente no apoya dicha conclusión y lo sitúa en su propia familia, Ailuridae, en la superfamilia Musteloidea junto con los Mustelidae, Procyonidae y Mephitidae. Las múltiples similitudes entre ambos pandas, incluyendo la presencia de los falsos pulgares, son ahora considerados como un ejemplo de evolución convergente debido a su dieta común de bambú.

### Clasificación deUrsus arctos sitkensis
Por otra parte se ha encontrado evidencia de que, a diferencia de sus vecinos de otras partes, los osos pardos Sitka (Ursus arctos sitkensis) de Alaska están más cercanamente relacionados con los osos polares que los demás osos pardos del mundo. Los investigadores Gerald Shields y Sandra Talbot del Instituto Fairbanks de Biología Ártica de la Universidad de Alaska estudiaron el ADN de varias muestras de esta especie y encontraron que su ADN es diferente del de otros osos pardos. El descubrimiento ha mostrado que aunque todos los demás osos pardos comparten un parentesco cercano entre sí, aquellos osos pardos Sitka de Alaska difieren y poseen una relación más cercana con el oso polar.

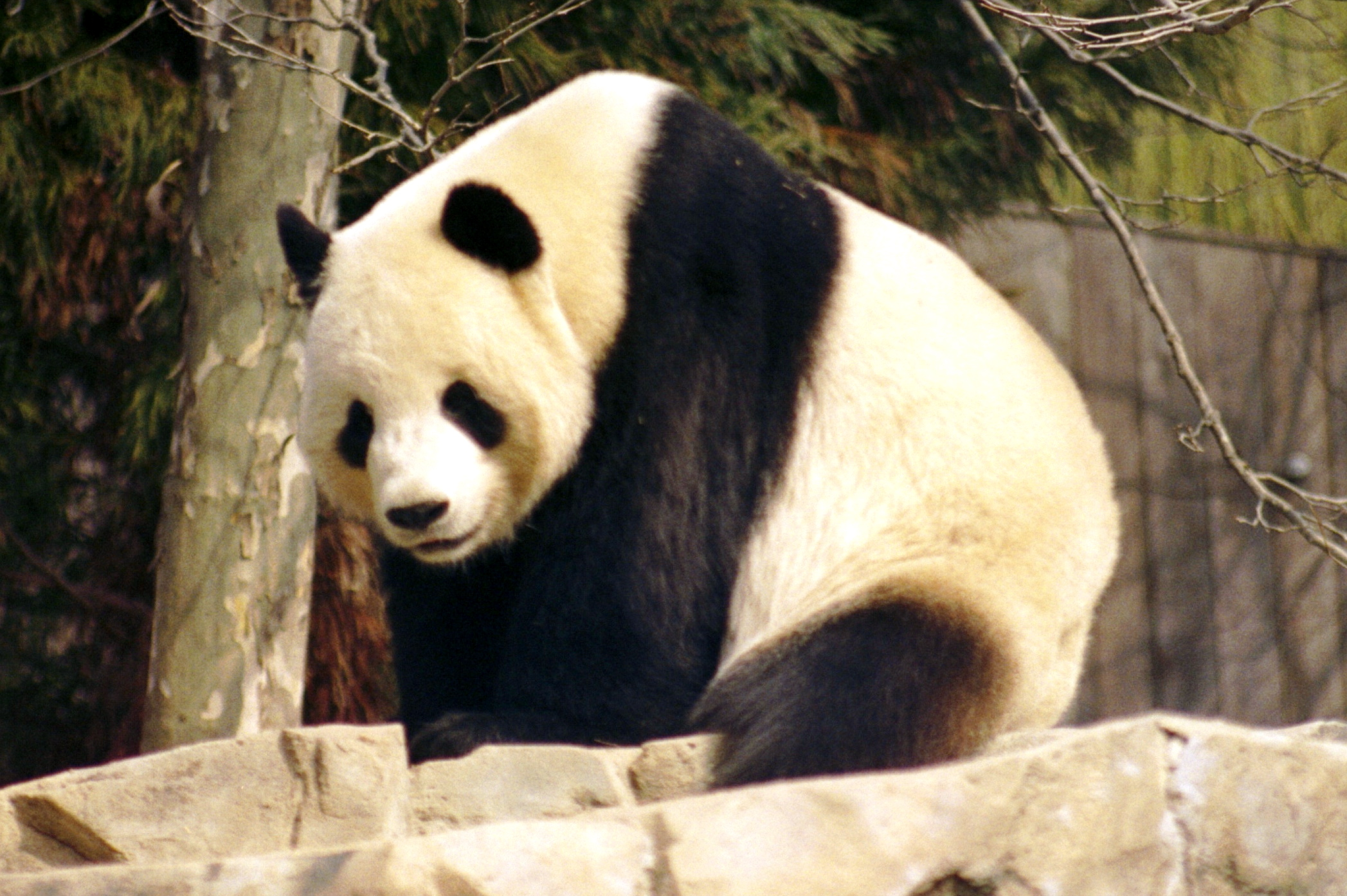
El oso panda (Ailuropoda melanoleuca) "Tian Tian".

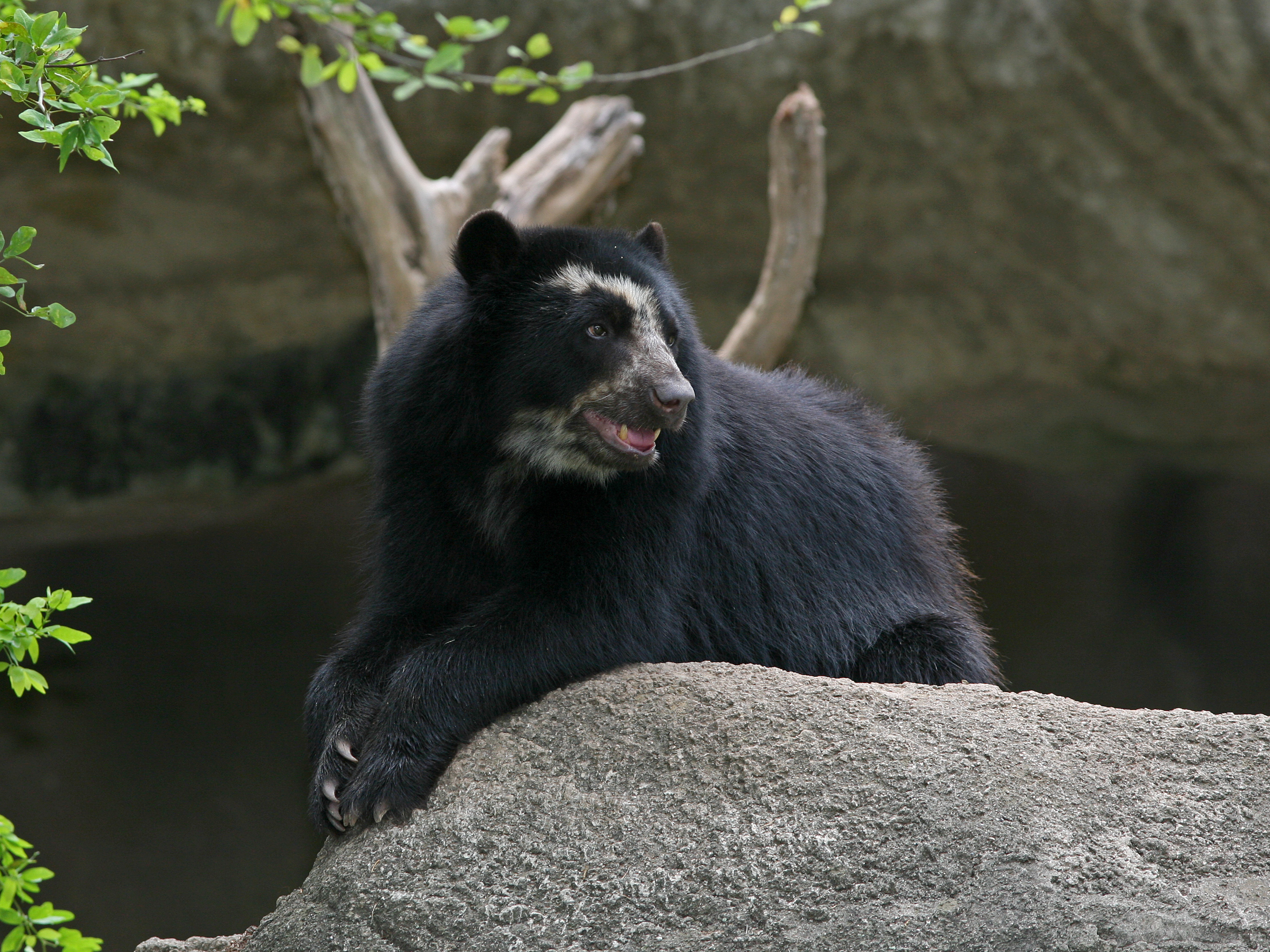
Oso de anteojos (Tremarctos ornatus) en el Parque Zoológico y Botánico Bararida en Barquisimeto, Venezuela.

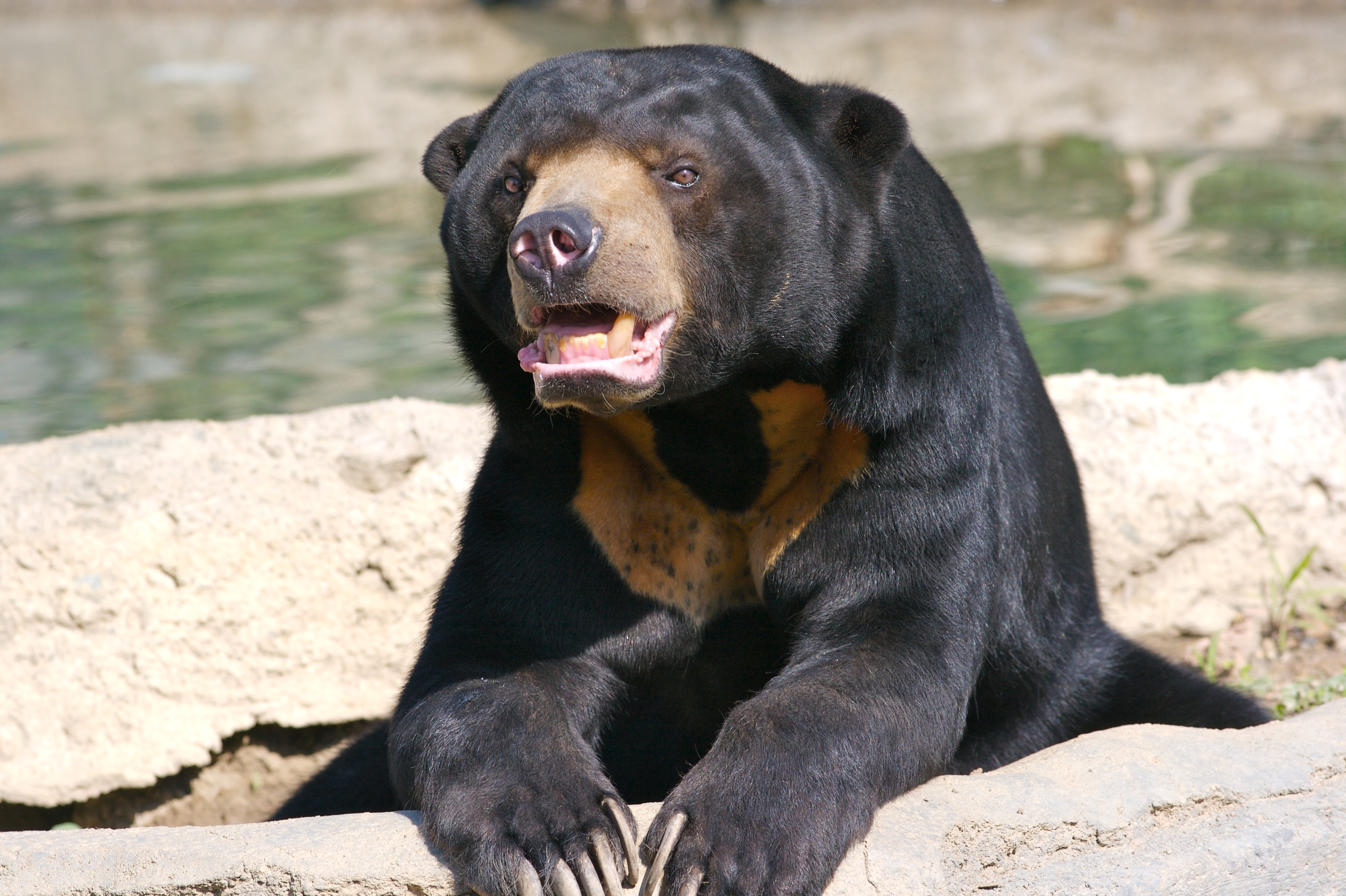
El oso malayo (Helarctos malayanus), en el Columbus Zoo.

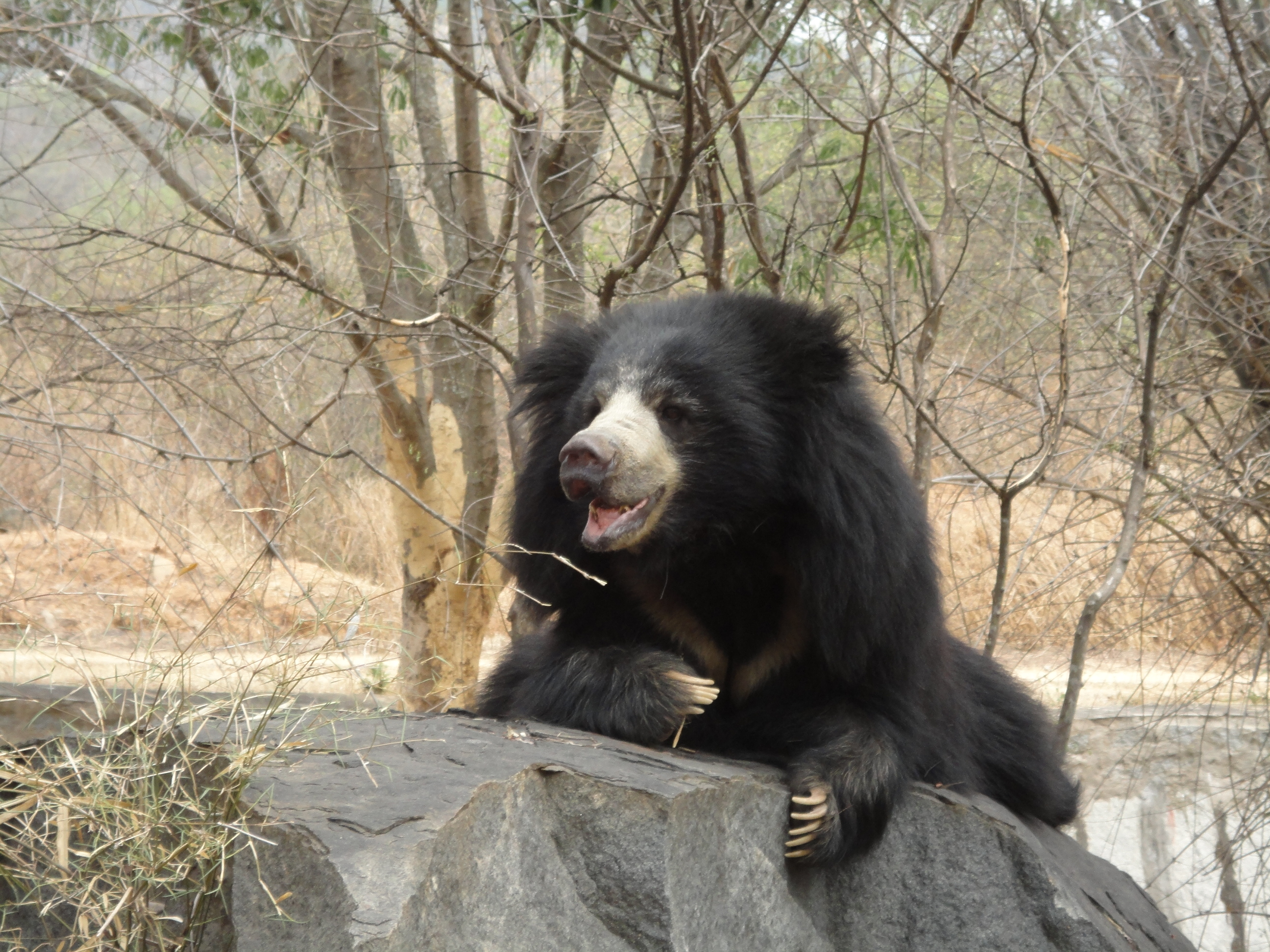
Un oso bezudo (Melursus ursinus) en el parque nacional de Bannerghatta, en la India.

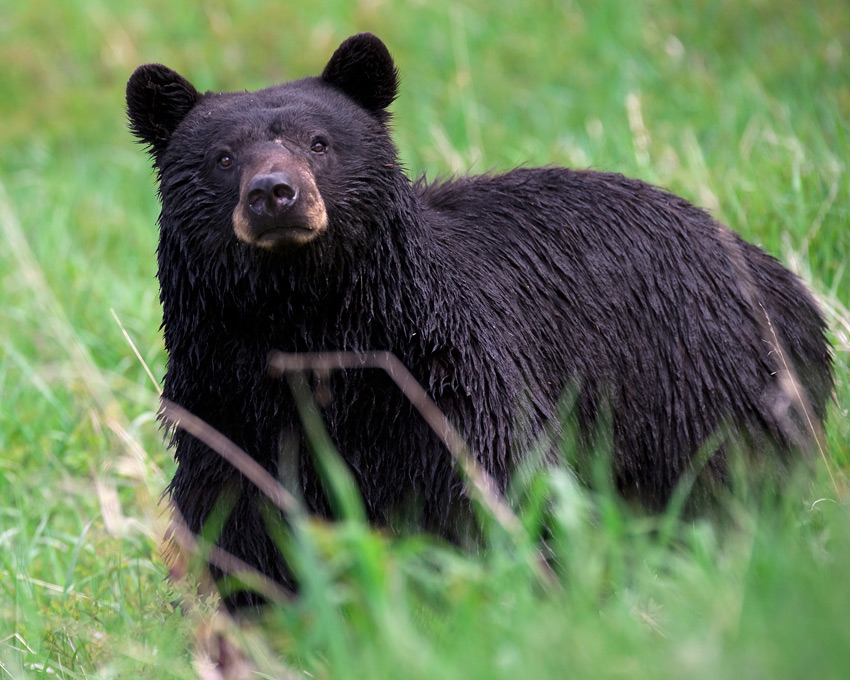
Un oso negro (Ursus americanus) en el parque nacional Yellowstone, Estados Unidos.

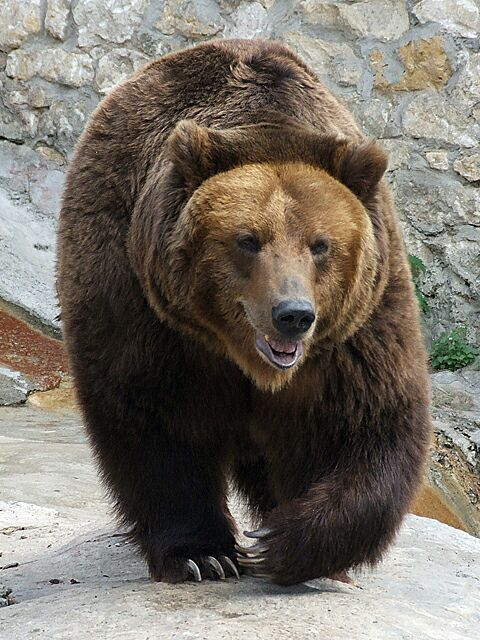
Un oso pardo (Ursus arctos), en el zoológico de Moscú.

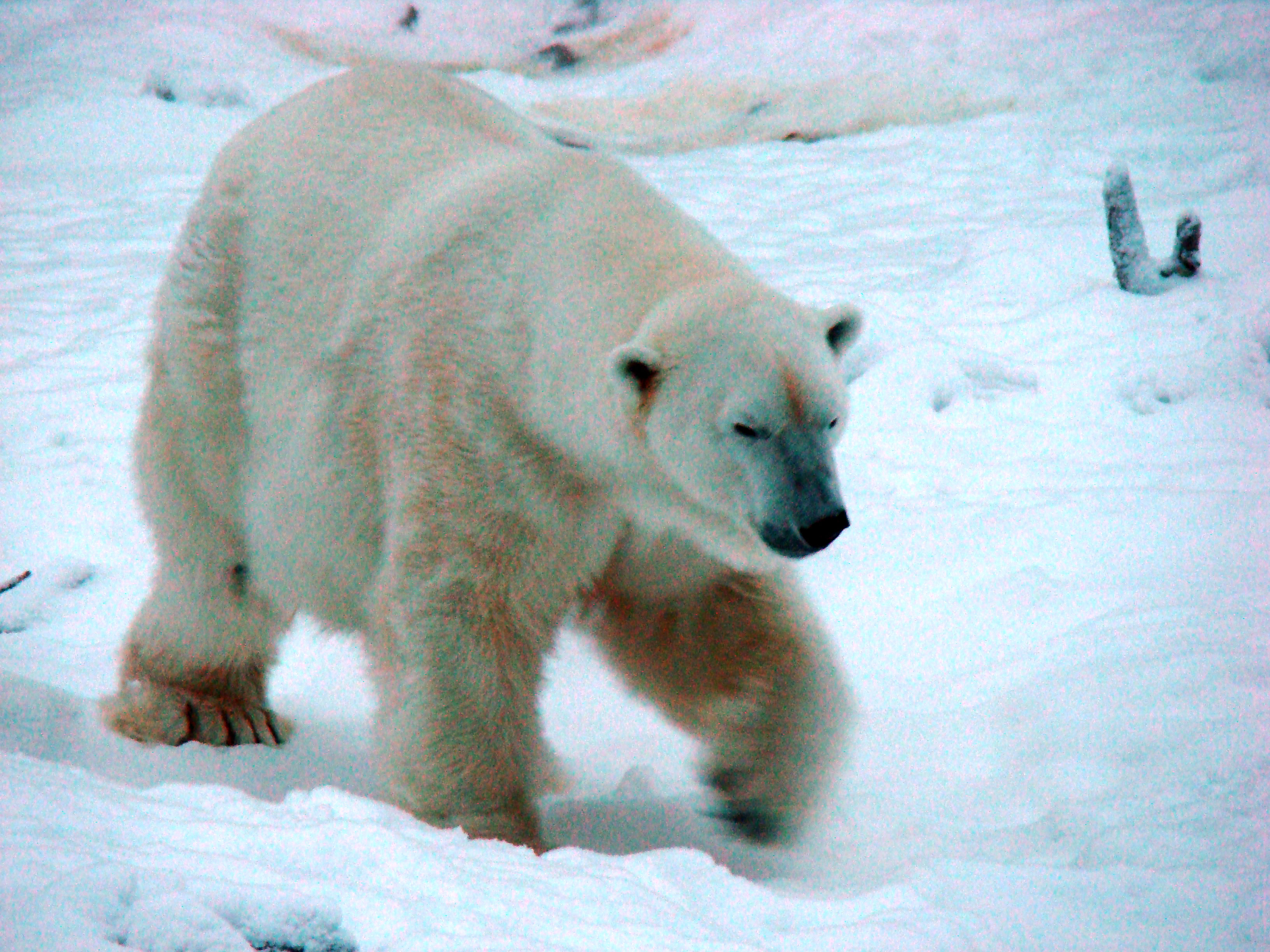
Oso polar (Ursus marítimus), del zoológico de Ranua, Finlandia.

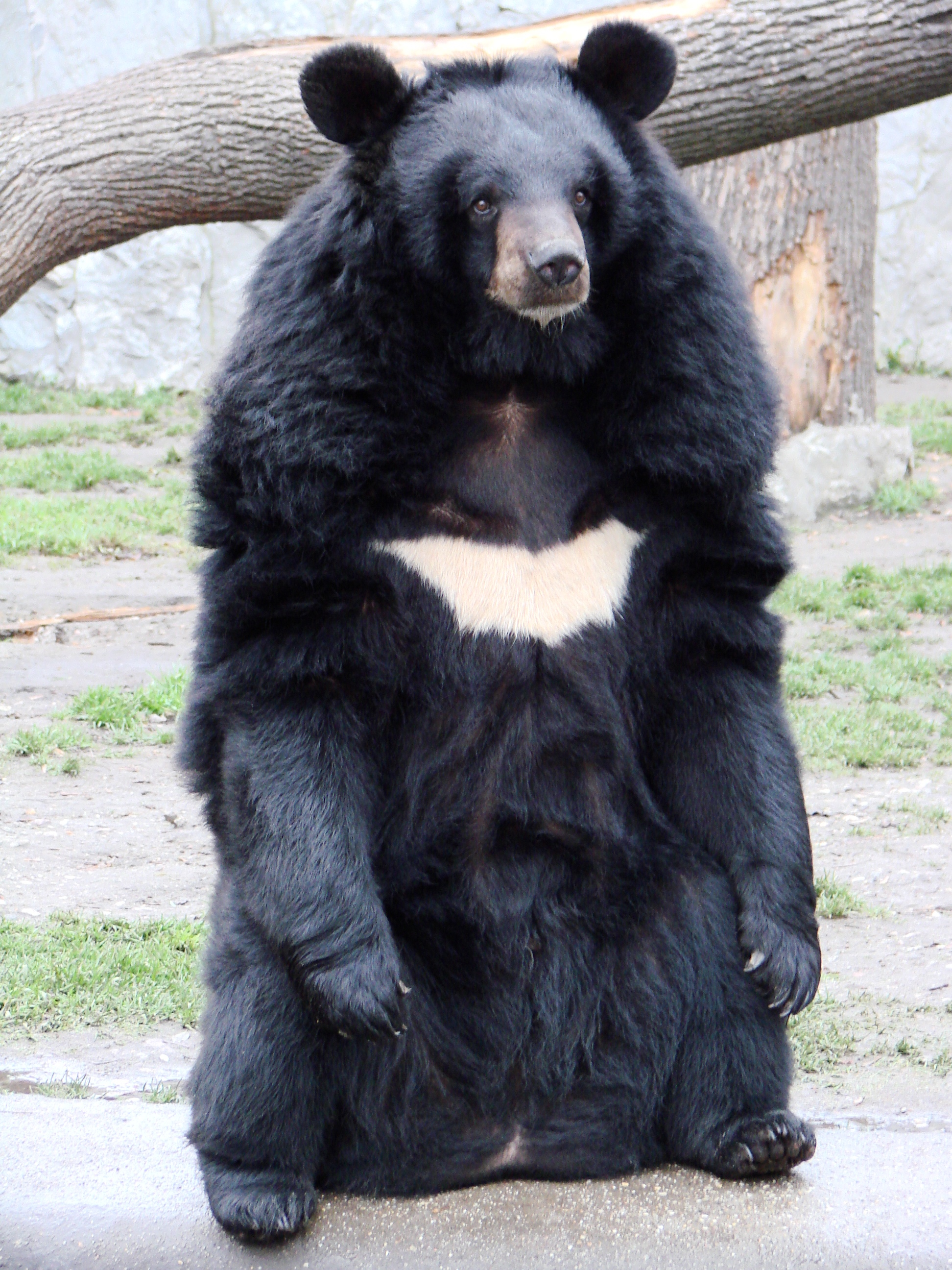
Un oso tibetano (Ursus thibetanus), en el zoológico de Breslavia, Polonia.

### Taxones: especies actuales
- Familia Ursidae
  - Subfamilia Ailuropodinae
    - Ailuropoda
      - Ailuropoda melanoleuca
        - Ailuropoda melanoleuca melanoleuca
        - Ailuropoda melanoleuca qinlingensis

  - Subfamilia Tremarctinae
    - Tremarctos
      - Tremarctos ornatus

  - Subfamilia Ursinae
    - Helarctos
      - Helarctos malayanus
        - Helarctos malayanus malayanus
        - Helarctos malayanus euryspilus

    - Melursus
      - Melursus ursinus
        - Melursus ursinus inornatus
        - Melursus ursinus ursinus

    - Ursus
      - Ursus americanus
        - Ursus americanus altifrontalis
        - Ursus americanus amblyceps
        - Ursus americanus americanus
        - Ursus americanus californiensis
        - Ursus americanus carlottae
        - Ursus americanus cinnamomum
        - Ursus americanus emmonsii
        - Ursus americanus eremicus
        - Ursus americanus floridanus
        - Ursus americanus hamiltoni
        - Ursus americanus kermodei
        - Ursus americanus luteolus
        - Ursus americanus machetes
        - Ursus americanus perniger
        - Ursus americanus pugnax
        - Ursus americanus vancouveri

      - Ursus arctos
        - Ursus arctos arctos
        - Ursus arctos alascensis
        - Ursus arctos beringianus
        - † Ursus arctos californicus
        - Ursus arctos collaris
        - † Ursus arctos crowtheri
        - † Ursus arctos dalli
        - Ursus arctos gobiensis
        - Ursus arctos gyas
        - Ursus arctos horribilis
        - Ursus arctos isabellinus
        - Ursus arctos lasiotus
        - Ursus arctos marsicanus
        - Ursus arctos middendorffi
        - † Ursus arctos nelsoni
        - †? Ursus arctos piscator
        - Ursus arctos pruinosus
        - Ursus arctos pyrenaicus
        - Ursus arctos sitkensis
        - Ursus arctos stikeenensis
        - Ursus arctos syriacus
        - † Ursus arctos ungavaesis

      - Ursus maritimus
        - Ursus maritimus maritimus

      - Ursus thibetanus
        - Ursus thibetanus formosanus
        - Ursus thibetanus gedrosianus
        - Ursus thibetanus japonicus
        - Ursus thibetanus laniger
        - Ursus thibetanus mupinensis
        - Ursus thibetanus thibetanus
        - Ursus thibetanus ussuricus

### Taxones: especies extintas
- Familia Ursidae
  - Subfamilia Ailuropodinae
    - † Miomaci
      - † Miomaci pannonicum

    - † Indarctos
      - † Indarctos anthraciti
      - † Indarctos arctoides
      - † Indarctos atticus
      - † Indarctos bakalovi
      - † Indarctos lagrelli
      - † Indarctos nevadensis
      - † Indarctos oregonensis
      - † Indarctos punjabensis
      - † Indarctos salmontanus
      - † Indarctos sinensis
      - † Indarctos vireti
      - † Indarctos zdanskyi

    - † Kretzoiarctos
      - † Kretzoiarctos beatrix

    - † Agriarctos
      - † Agriarctos beatrix [88]
      - † Agriarctos depereti
      - † Agriarctos gaali
      - † Agriarctos vighi

    - † Ailurarctos
      - † Ailurarctos lufengensis
      - † Ailurarctos yuanmouenensis

    - Ailuropoda
      - † Ailuropoda baconi
      - † Ailuropoda fovealis
      - † Ailuropoda microta
      - † Ailuropoda wulingshanensis

  - Subfamilia Tremarctinae
    - Tremarctos
      - † Tremarctos floridanus

    - † Arctodus
      - † Arctodus pristinus
      - † Arctodus simus

    - † Arctotherium
      - † Arctotherium angustidens
      - † Arctotherium bonariense
      - † Arctotherium tarijense
      - † Arctotherium vetustum
      - † Arctotherium wingei

    - † Plionarctos
      - † Plionarctos edensis
      - † Plionarctos harroldorum

  - Subfamilia Ursinae
    - † Agriotherium
      - † Agriotherium africanum
      - † Agriotherium inexpectans
      - † Agriotherium roblesi
      - † Agriotherium schneideri
      - † Agriotherium sivalensis

    - † Ursavus [97]
      - † Ursavus brevirhinus
      - † Ursavus ehrenbergi
      - † Ursavus elmensis
      - † Ursavus isorei
      - † Ursavus pawniensis
      - † Ursavus primaevus
      - † Ursavus sylvestris
      - † Ursavus tedfordi

    - Ursus
      - † Ursus abstrusus
      - † Ursus arctos priscus
      - † Ursus arvernensis
      - † Ursus deningeri
      - † Ursus dentrificius
      - † Ursus dolinensis
      - † Ursus etruscus
      - † Ursus ingressus
      - † Ursus inopinatus
      - † Ursus minimus
      - † Ursus maritimus tyrannus
      - † Ursus praemalayanus
      - † Ursus rossicus
      - † Ursus sackdillingensis
      - † Ursus savini
      - † Ursus spelaeus

  - Subfamilia Amphicynodontinae
    - † Kolponomos
      - † Kolponomos clallamensis
      - † Kolponomos newportensis